# Моторама (выставка)
Моторама (англ. Motorama, другое название Авторама/Ауторама) — автомобильная выставка, организованная корпорацией Дженерал Моторз и проходившая с 1949 по 1961 годы.
За период с 1949 по 1961 годы выставку посетило около 10,5 млн посетителей.
Моторама выросла из идеи Альфреда Слоана, председателя правления (1937—1956), исполнительного директора (1923—1946) и Президента (1923—1937) Дженерал Моторз, и начала проводиться в Нью-Йоркском отеле Уолдорф-Астория с 1931 года под патронажем Нью-йоркской автомобильной выставки, обычно в первую неделю января.

## Моторама 1949
После Второй мировой войны первое шоу прошло под названием «Транспорт без границ: Авторама» (Transportation Unlimited Autorama) в всё том же отеле «Уолдорф-Астория» в январе 1949. Основную выставку в Нью-Йорке и Бостонский филиал посетили около 600 тыс. человек.
На ней были показаны 7 «специальных» Кадиллаков, в том числе серии 61 (купе) и 62 (седан), а также модели Caribbean, Embassy, Fleetwood Coupe de Ville, сконструированные по образу 60-й специальной серии.